# Конзо
Конзо — народ группы банту в Демократической Республике Конго (запад от озера Эдуард), также проживают на территории Уганды и пограничных районах. Численность в ДР Конго составляет до 600 тыс. человек, а в Уганде 250 тыс. человек.

## Язык
Язык общения — олу конзо.

## Религия
Культ предков, сил природы предался племени от предков. Но всё некоторые представители племени конзо причисляются к христианам-католикам.

## Социальная организация
Большие семейные общины — это основа социальной организации.

## Основное занятие
Конзо занимаются земледелием(тропического ручного подсечно-огневого типа)выращивают бананы, сорго, элевсину, маниок, рис, бобовые, масличные пальмы, выращивают мелкий рогатый скот. Также занимаются рыболовством, на берегу озера Эдуард. Занимаются изготовлением циновки из окрашенной соломы, соломенные корзины, колебасы из тыквы. Конзо выплавляют и обрабатывают металлы, проводят работы с древесиной(резьба по дереву). Развито отходничество в горнорудных центрах Демократической Республики Конго.

## Жилище
Хижины конзо формой похожи на улей, стены отсутствуют, крыши тростниковые и покрыты банановыми листьями, касающимися земли. Все поселения расположены на холмах. Рядом с ними располагаются плетённые из травы и соломы зернохранилища на подпорках. Хижины, принадлежащие одной большой семье, обычно располагаются по кругу, образуя внутри маленькую улицу и дворики.

## Основая пища
Пища как и у многих обитателей данного региона растительная — это лепёшки и каши из маниок, блюда из бананов и рыбы, арахиса с пальмовым маслом. Также изготавливают пальмовое вино.